# Liechtenstein i olympiska sommarspelen 1988
Liechtenstein deltog i de olympiska sommarspelen 1988 med en trupp bestående av 12 deltagare, men ingen av landets deltagare erövrade någon medalj.

## Cykling
Herrarnas linjelopp
- Peter Hermann
  - Final — 4:32:56 (→ 54:e plats)

- Patrick Matt
  - Final — fullföljde inte (→ ingen notering)

Herrarnas tempolopp
- Peter Hermann
  - Final — ?? (→ 21:e plats)

Herrarnas poänglopp
- Peter Hermann
  - Kval — gick inte vidare (→ 25:e plats)

Herrarnas förföljelse
- Patrick Matt
  - Final — ?? (→ 18:e plats)

Damernas linjelopp
- Yvonne Elkuch — 2:00:52 (→ 17:e plats)

## Friidrott
Herrarnas 100 meter
- Markus Büchel
  - Heat — 11,21 (→gick inte vidare)

Herrarnas 200 meter
- Markus Büchel
  - Heat — 22,02 (→ gick inte vidare)

Damernas sjukamp
- Yvonne Hasler
  - Slutligt resultat — startade inte (→ ingen notering)

Damernas 100 meter häck
- Manuela Marxer
  - Heat — 14,38 (→ gick inte vidare)

## Judo
Herrar
- Daniel Brunhart
- Magnus Büchel
- Arnold Frick
- Johannes Wohlwend
  - Slutlig placering -71 kg (→ 7:e plats)

## Ridsport
- Thomas Batliner